# Record du monde du 60 mètres
Pour un article plus général, voir Records du monde d'athlétisme.
Les records du monde du 60 mètres sont actuellement détenus par l'Américain Christian Coleman avec le temps de 6 s 34, établi le 18 février 2018 a Albuquerque, aux États-Unis, et par la Russe Irina Privalova, créditée de 6 s 92 le 11 février 1993 puis le 9 février 1995 à Madrid, en Espagne.
Les records du monde du 60 m sont homologués par World Athletics depuis le 1er janvier 1987.

## Record du monde masculin
En finale des championnats du monde en salle de 1987 à Indianapolis, le Canadien Ben Johnson s'impose en 6 s 41, temps constituant le premier record du monde du 60 m homologué par World Athletics. Mais convaincu de dopage, ce record est annulé au profit de l'Américain Lee McRae qui réalise 6 s 50 dans cette même course.
Le 13 février 1991 à Madrid, l'Américain Leroy Burrell abaisse de 2/100e de seconde le record du monde de Lee McRae en le portant à 6 s 48. 
En 1992, l'autre Américain Andre Cason établit deux record du monde successifs : un premier le 29 janvier 1992 à Gand en 6 s 45, et un deuxième le  14 février 1992 à Madrid en 6 s 41.
Le 1er février 1998 à Stuttgart lors du meetig de la Sparkassen Cup, l'Américain Maurice Greene égale le record du monde de Andre Cason de 6 s 41. Deux jours plus tard, le 3 février 1998 à Madrid, il porte ce record du monde à 6 s 39. 
Maurice Greene égale son propre record du monde de 6 s 39 le 3 mars 2001 à Atlanta au cours des championnats des États-Unis en salle.
Le 18 février 2018 lors des championnats des États-Unis à Albuquerque, Christian Coleman bat de 5/100e de seconde le record du monde de Maurice Greene en le portant à 6 s 34
|  | Actuel record du monde |  | Record du monde homologué mais annulé rétroactivement |

| Temps  | Athlète           | Date             | Lieu         |
| ------ | ----------------- | ---------------- | ------------ |
| 6 s 41 | Ben Johnson       | 7 mars 1987      | Indianapolis |
| 6 s 50 | Lee McRae         | 7 mars 1987      | Indianapolis |
| 6 s 48 | Leroy Burrell     | 13 février 1991  | Madrid       |
| 6 s 45 | Andre Cason       | 29 janvier 1992  | Gand         |
| 6 s 41 | Andre Cason       | 14 février 1992  | Madrid       |
| 6 s 41 | Maurice Greene    | 1er février 1998 | Stuttgart    |
| 6 s 39 | Maurice Greene    | 3 février 1998   | Madrid       |
| 6 s 39 | Maurice Greene    | 3 mars 2001      | Atlanta      |
| 6 s 34 | Christian Coleman | 18 février 2018  | Albuquerque  |

## Record du monde féminin

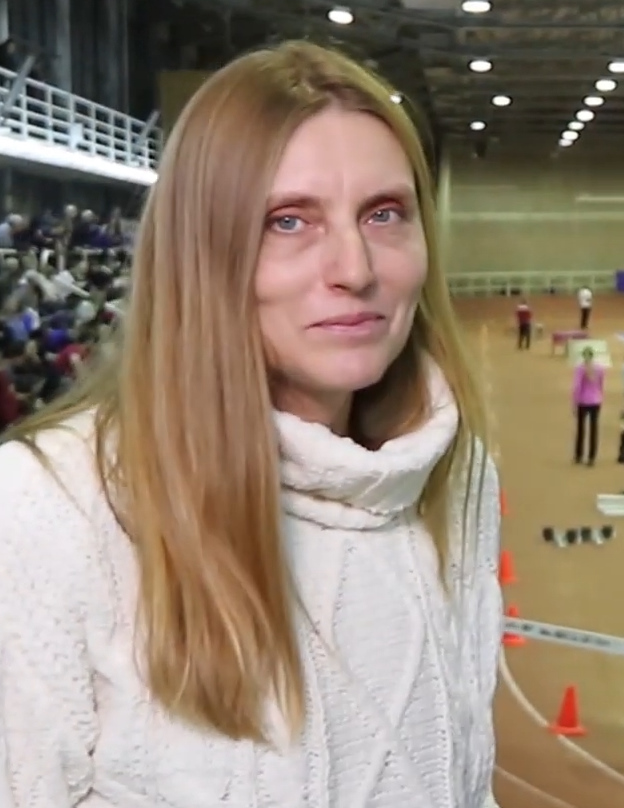
Irina Privalova détient le record du monde du 60 mètres en.

Le premier record du monde homologué du 60 mètres est celui de la Néerlandaise Nelli Cooman en 7 s 00, établi le 23 février 1986 à Madrid en finale des championnats d'Europe en salle.
Le 14 février 1992, toujours à Madrid, la Jamaïcaine Merlene Ottey devient la première athlète à descendre sous les sept secondes sur 60 m en établissant le temps de 6 s 96.
La Russe Irina Privalova devient la nouvelle détentrice du record du monde en abaissant de 4/100e de seconde le temps de Merlene Ottey, le 11 février 1993 à Madrid, en 6 s 92. Elle égale son propre record deux ans plus tard, le 9 février 1995 à Madrid.
| Temps  | Athlète         | Lieu            | Date   |
| ------ | --------------- | --------------- | ------ |
| 7 s 00 | Nelli Cooman    | 23 février 1986 | Madrid |
| 6 s 96 | Merlene Ottey   | 14 février 1992 | Madrid |
| 6 s 92 | Irina Privalova | 11 février 1993 | Madrid |
| 6 s 92 | Irina Privalova | 9 février 1995  | Madrid |